# 阿尔芒-埃马纽埃尔·迪普莱西·德·黎塞留
黎塞留公爵亞曼-艾曼紐·索菲·塞普提曼尼耶·德維涅羅·迪普萊西（法語：Armand Emmanuel Sophie Septimanie de Vignerot du Plessis, duc de Richelieu，1766年9月25日—1822年5月17日），法国貴族、軍人和政治家。
1785年接替祖父黎塞留元帅兼公爵在宮中的職位，為寢宮第一侍從。法國大革命流亡俄羅斯時，被葉卡捷琳娜女皇任命為第一任敖德薩總督。

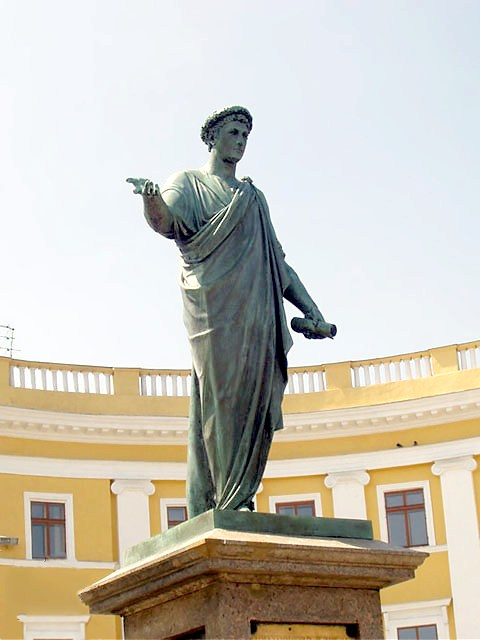
位於敖德薩，由伊萬·馬托斯所刻的黎須留雕像

| 前任： 路易·安托万·索菲·德·维涅罗·迪·普莱西  | 黎塞留公爵 1791年—1822年             | 繼任： 阿尔芒·弗朗索瓦·德·儒米亚克 |
| 前任： 夏尔·德·塔列朗-佩里戈尔，贝尼文托亲王 | 法國首相兼法國外交部长 1815年—1818年 | 繼任： 德索勒侯爵                  |
| 前任： 德卡兹伯爵                            | 法國首相 1820年—1821年               | 繼任： 维莱尔伯爵                  |